# Géraud Christophe Michel Duroc
Pour les articles homonymes, voir Duroc (homonymie).
Géraud Christophe Michel du Roc dit Duroc, duc de Frioul, grand maréchal du palais de Napoléon Ier, né le 25 octobre 1772 à Pont-à-Mousson et mort au champ d'honneur à la bataille de Bautzen (Saxe) le 22 mai 1813. Il est parfois surnommé l'« ombre de Napoléon ».

## Biographie

### Origines familiales
Géraud Christophe Michel du Roc est né à Pont-à-Mousson le 25 octobre 1772. Il est le fils unique de Claude de Michel du Roc et de son épouse, Anne Papigny. Son père est le cadet de la famille, il devient capitaine de dragons au régiment d'Armenonville ; en 1763, le roi le fait chevalier de Saint-Louis pour sa vaillance lors de la guerre de Sept Ans.
Sa famille est d'ancienne extraction. Originaire du Gévaudan, elle possède de nombreux fiefs en haute, moyenne et basse justice. L'aîné, Pierre (son oncle) obtient de Louis XV l'érection de ces terres en marquisat sous le nom de Brion par lettres patentes de septembre 1756 enregistrées au parlement de Toulouse.

### Mariage et descendance
Le 9 août 1802, il épouse à Paris Marie-des-Neiges Martinez de Hervas (5 août 1788 – 9 décembre 1871), fille de José Martínez de Hervás, un riche banquier espagnol, ministre de Joseph Bonaparte, qui sera créé plus tard marquis d'Almenara et de Lucia Rita Delgado. De ce mariage naissent un fils et une fille :
- Napoléon Louis Sidoine de Michel du Roc (24 mars 1811 – 6 mai 1812) ;
- Hortense Eugénie Marie-des-Neiges de Michel du Roc (14 mai 1812 – 24 septembre 1829), qui succède au titre de son père.

Après la mort de Duroc, sa veuve se remarie en 1831 avec le général Fabvier.

## Formation et carrière
Duroc fait ses études à l'École royale militaire de Pont-à-Mousson, avant d'entrer à l'école d'artillerie de Châlons.

### Guerres de la Révolution
Duroc est successivement : lieutenant le 1er mars 1792, capitaine le 1er frimaire an III, capitaine-commandant en l'an V, colonel du 3e régiment d'artillerie à cheval, aide-de-camp du général Lespinasse et ensuite du général en chef Napoléon Bonaparte. Il se distingue en Italie, surtout au passage de l'Isonzo, où il est blessé grièvement en 1797.
Il est chef de bataillon et chef de brigade dans la campagne d'Égypte. Il se signale en Égypte à Jaffa, Aboukir et Saint-Jean-d'Acre.

### Consulat

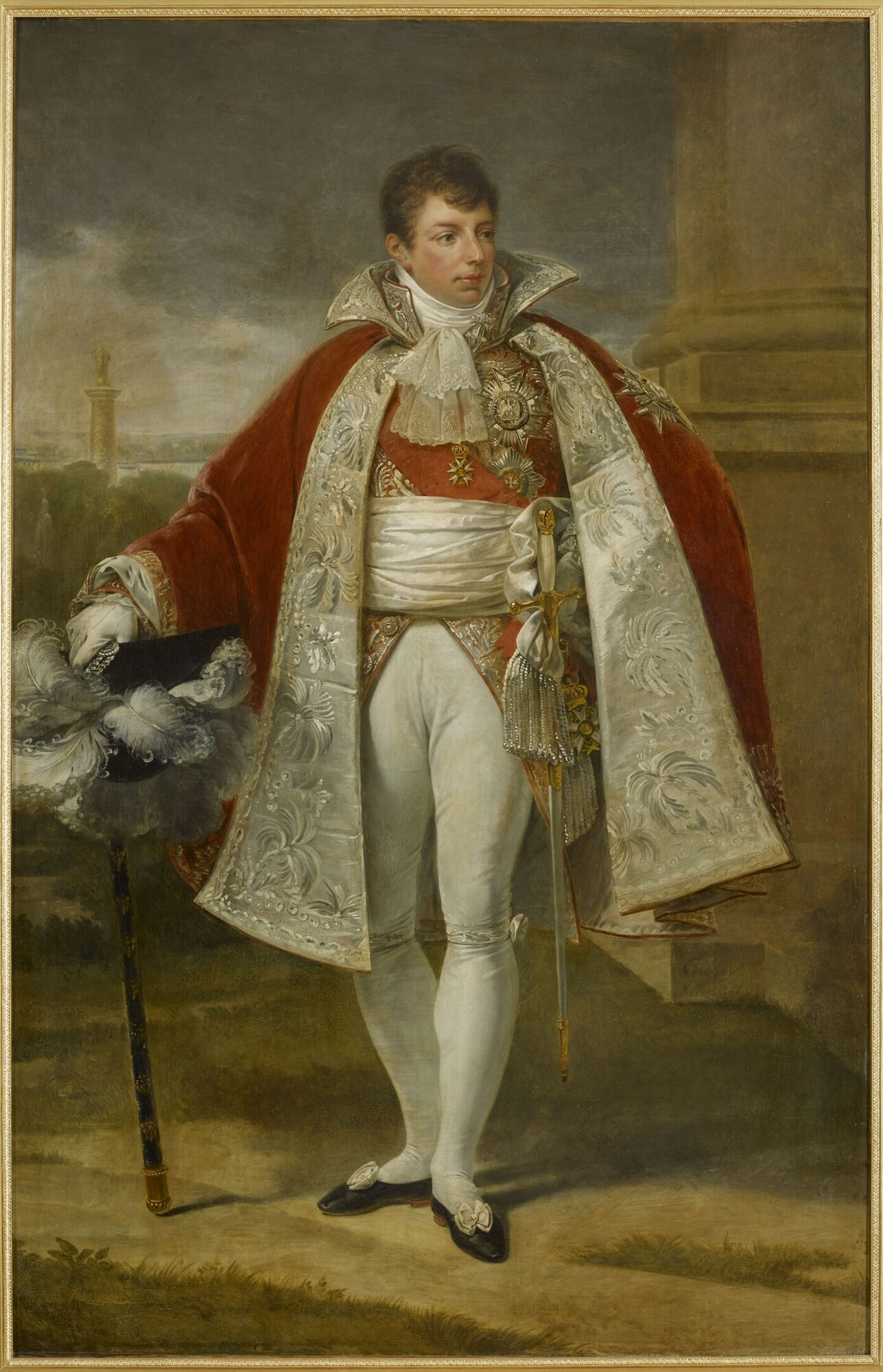
Portrait de Duroc, duc de Frioul, grand maréchal du palais, en costume pour la cérémonie du sacre, Antoine-Jean Gros, 1805.

Revenu en France avec Napoléon Ier, il est employé par lui, après le 18 brumaire, dans différentes négociations délicates auprès des cours étrangères ; il s'en acquitte au gré de son maître et obtient ainsi de lui une entière confiance. Il est envoyé en mission diplomatique à Berlin, premier aide de camp du premier consul à Marengo, général de brigade et gouverneur des Tuileries, général de division en 1805, sénateur, duc de Frioul.

### Premier Empire
Lors de la formation de la nouvelle cour en 1805, il est créé grand maréchal du palais, spécialement chargé de veiller à la sûreté de la personne impériale. Pierre Fontaine, architecte à la Malmaison, note dans son Journal que Duroc est « toujours attentif et embrassant d'un coup d'œil l'ensemble des choses ».
Duroc est souvent chargé de missions fort importantes. Il fait néanmoins toutes les campagnes avec Napoléon.
II commande une division de grenadiers à Austerlitz, contribue au succès des batailles de Wagram et d'Essling. 

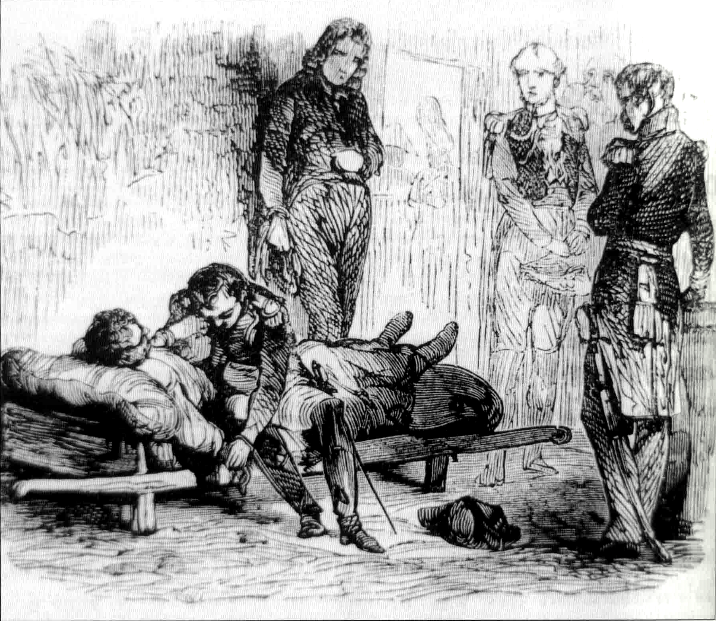
La mort de Duroc.

### Fin de vie
Il est nommé sénateur en avril 1813 mais n'a pas le temps de siéger. Venu rejoindre l'empereur en Saxe, il meurt, le 23 mai 1813 à Markersdorf, atteint par le ricochet d'un boulet de canon qui a tué, à quelques pas de là, le général du génie Kirgener.
Le baron Fain rapporte sa mort en ces termes :
« La bataille de Wurtchen est gagnée. L'armée française poursuit l'armée ennemie qui se retire en combattant. Les alliés finissent par nous abandonner le passage de Reichenbach mais la victoire nous fait acheter ses moindres faveurs. Le général Bruyères vient d'être emporté par un boulet. L'armée ressent vivement cette perte, et chacun répète avec douleur : C'est encore un ancien soldat d'Italie ! ». « Nous retrouvons l'ennemi posté sur les hauteurs, en arrière de Reichembach. L'Empereur, qui est sans cesse sur les pas de l'avant-garde, arrive et fait encore déployer des troupes pour attaquer. Les boulets sifflent de nouveau et, bientôt après, l'ennemi se met en retraite. Napoléon ne peut cacher un mouvement d'humeur en voyant cette arrière-garde lui échapper toujours : Comment! dit-il, après une telle boucherie, aucun résultat ! Point de prisonniers, ces gens-là ne me laisseront pas un clou !. Dans ce moment, un chasseur à cheval ajoute en s'adressant au grand maréchal : Duroc ! la fortune nous en veut bien aujourd'hui ». 
« La journée n'était pas finie. Le quartier impérial devait s'arrêter à Reichembach ; le grand maréchal y avait fait marquer les logements mais l'Empereur apprenant que l'ennemi tient encore du côté de Markersdorf, rejoint de nouveau l'avant-garde. On se dirigea sur le Landserone, dont le pic domine toute la contrée et l'on trouve l'ennemi en position derrière le ravin de Markersdorf. L'Empereur ordonne au prince de la Moskowa d'attaquer ; il veut pousser jusqu'à Görlitz mais le mouvement éprouva des délais. Les troupes saxonnes qui devaient y prendre part n'arrivant pas, Napoléon envoie aide-de-camp sur aide-de-camp pour qu'on se presse; il aperçoit, à gauche, une hauteur d'où il pourra voir ce qui se passe et il descend rapidement par le chemin creux du village pour gagner la route qui conduit sur cette éminence. On le suivait en trottant, au milieu d'un nuage épais de poussière, serrés quatre par quatre et chacun distinguait à peine son voisin. Sur la première file se trouvaient le duc de Vicence, le duc de Trévise, le maréchal Duroc et le général de génie Kirgener. Dans ce moment les troupes du maréchal Ney débouchent du village. L'ennemi tire trois coups de canon et l'un des boulets vient frapper un arbre auprès de l'Empereur. Parvenu sur le plateau qui domine le ravin, Napoléon se retourne pour demander sa lunette et ne voit plus que le duc de Vicence qui l'ait suivi. Le duc de Plaisance accourt bientôt après ; il est pâle et dit un mot à l'oreille du grand écuyer. L'Empereur demande ce que c'est. Le duc de Plaisance a peine à parler ; il finit par dire que le grand maréchal vient d'être tué. « Duroc ! s'écrie l'Empereur ; cela n'est pas possible, il était tout à l'heure auprès de moi ». Cependant le page arrive avec la lunette ; des aides-de-camp surviennent et la nouvelle est confirmée : le boulet qui a frappé l'arbre a ricoché d'abord sur le général Kirgener et ensuite sur le duc de Frioul. Kirgener a été tué raide ; Duroc n'est pas encore mort. Les docteurs Larrey et Yvan et tout ce qui se trouve là d'officiers de santé sont accourus mais les efforts de l'art seront impuissants. Le boulet a déchiré les entrailles ; on vient de transporter le mourant dans une des premières maisons de Markersdorf. Sur ces entrefaites, le colonel Gourgaud était venu annoncer, de la part du maréchal Ney, que l'ennemi ne présentait plus qu'une faible arrière-garde ; l'Empereur se porte machinalement à la suite de ses troupes et reste encore près d'une demi-heure à observer le mouvement qui s'opère au-delà du village. Cependant il a ordonné que la garde s'arrêtât : on a fait dresser la tente du quartier impérial dans un champ, sur la droite de la route, avant de descendre à Markersdorf. Enfin, l'Empereur revient de ce côté. Il rentre dans le carré de sa garde et passe le reste de la soirée, assis sur un tabouret devant sa tente, les mains jointes et la tête baissée, gardant le plus morne silence. Le général Drouot fait demander des ordres pour l'artillerie. À demain tout ! est la seule réponse qui s'échappe de ce cœur oppressé. Les maréchaux et les principaux officiers de l'armée et de la maison impériale se tenaient à quelque distance dans l'attitude de la douleur. Toute l'armée prend la part la plus vive aux peines qui absorbent en ce moment les pensées de l'Empereur. La garde a les yeux tristement fixés sur lui : Pauvre homme, disent les vieux grenadiers, il a perdu un de ses enfants ! À la nuit close, quand toute l'armée a pris position, l'Empereur sort du camp, accompagné seulement du prince de Neufchâtel, du duc de Vicence et du docteur Yvan. Il veut voir Duroc et l'embrasser une dernière fois. Cette scène a été déchirante. Duroc mourut dans la nuit. La nouvelle que Duroc a cessé de souffrir arrive à Napoléon à son quartier général de Gorlitz. L'Empereur ordonne que son corps soit transporté à Paris pour y être déposé sous le dôme des Invalides. Il veut acheter de ses propres deniers la maison où Duroc est mort et charge le pasteur du village de placer, à l'endroit où fut le lit du maréchal, une pierre monumentale qui dise à la postérité : Ici le général Duroc, duc de Frioul, grand maréchal du palais de l'empereur Napoléon, frappé d'un boulet, a expiré dans les bras de son Empereur et de son ami. La garde et la conservation de ce monument sont une charge qui doit grever désormais la propriété de la maison et c'est à cette condition que Napoléon en fait don à celui qui l'occupe actuellement comme locataire. Le pasteur, le juge et le donateur sont appelés et reçoivent les fonds nécessaires à l'accomplissement de la volonté de Napoléon. Les instructions de l'Empereur ne furent point remplies. Un ordre de l'état-major russe fit saisir, entre les mains du pasteur Hermann, à Markersdorf, la somme destinée à élever un monument à la mémoire d'un guerrier mort sur le champ de bataille. (manuscrit de 1813).
Les papiers personnels de Géraud Christophe Michel Duroc, duc de Frioul, sont conservés aux archives nationales sous la cote 184AP.

## Héraldique
| Blason | Blasonnement |
|        | Arme de la famille de Michel du Roc sous l'Ancien Régime : D'azur, au roc d'argent, issant de la pointe, surmonté de deux étoiles d'or., |
|        | Armes du duc de Frioul : Écartelé : aux premier et quatrième d'or au château de trois tours donjonnées de gueules, fermées, ajourées et girouettées de sable ; aux deuxième et troisième d'azur au cavalier armé de toutes pièces, tenant de la dextre un sabre nu, le tout d'argent ; sur le tout de sinople, au rocher d'or mouvant de la pointe, surmonté en chef d'une étoile d'argent ; au chef des ducs de l'Empire brochant., |

## Hommages posthumes

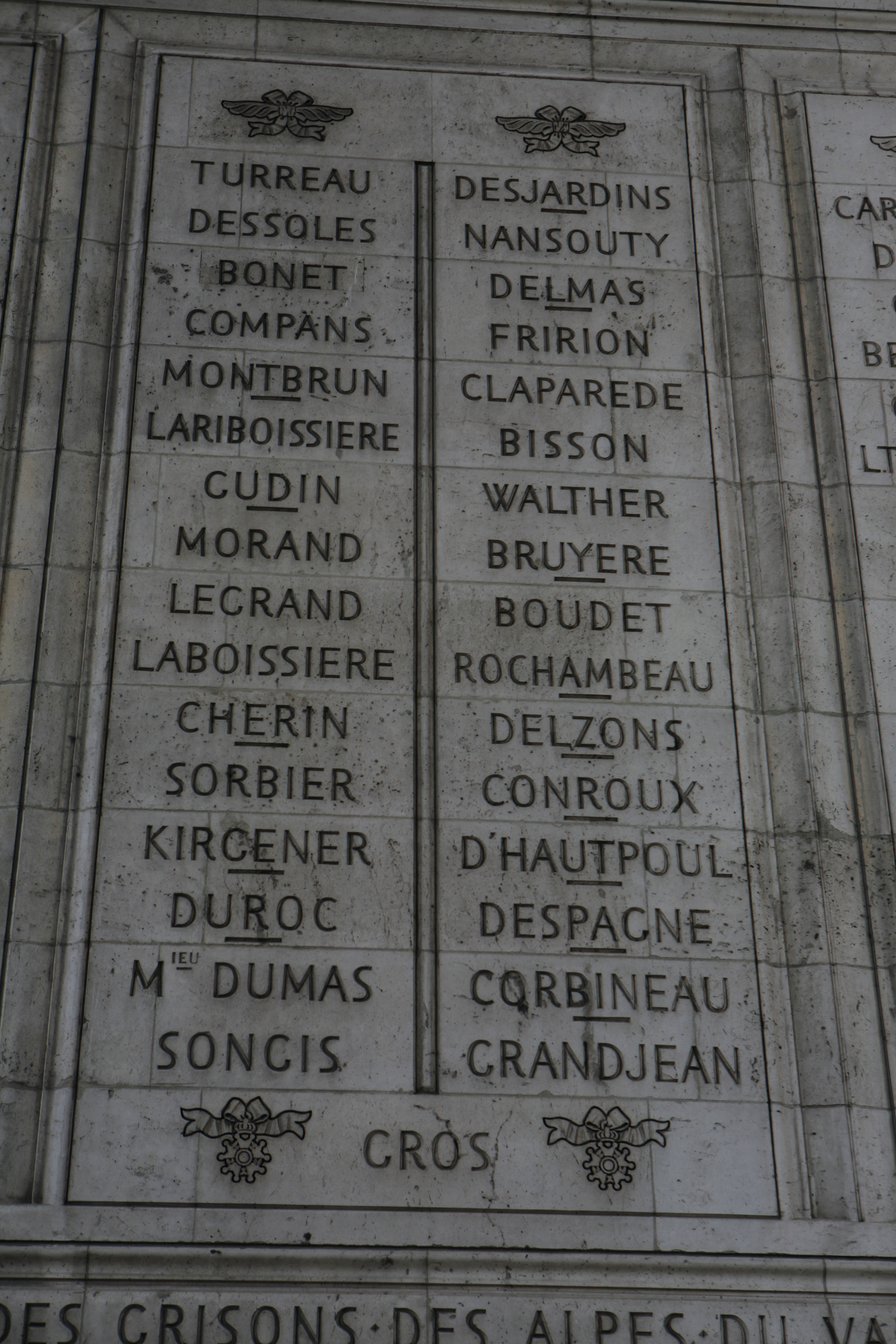
Noms gravés sous l'arc de triomphe de l'Étoile : pilier Est, 15e et 16e colonnes.

Napoléon a décidé de rendre aux cendres de Duroc des honneurs extraordinaires. C'est sous le nom de Duroc qu'il fait en 1815, le voyage de la Malmaison à Rochefort et, s'il lui avait été permis de vivre en Angleterre, il aurait porté le titre et le nom de colonel Duroc.
Le nom de Duroc est inscrit sur le côté est de l'arc de triomphe de l'Étoile. Les restes du grand maréchal ont été portés à l'hôtel national des Invalides sous Louis-Philippe Ier et déposés à côté de ceux de l'empereur. Son tombeau se situe à droite derrière le maître-autel du dôme des Invalides, au niveau du palier intermédiaire par lequel on accède à la crypte ouverte. Son cœur repose au cimetière de Pont-à-Mousson, ville dont la place principale porte son nom. 
« Duroc avait des passions vives, tendres et secrètes, qui répondaient peu à sa froideur extérieure. Duroc était pur et moral, tout à fait désintéressé pour recevoir, extrêmement généreux pour donner ». (Napoléon Bonaparte)
Son personnage a été interprété par Jean Chevrier dans le film de Sacha Guitry sorti en 1955, Napoléon et par Jean-François Rémi dans le film d'Abel Gance sorti en 1960, Austerlitz.
Une station du métro parisien desservie par les lignes 10 et 13 porte son nom ainsi qu'une rue de Lyon et de Paris.